# Ceratophysella sextensis
Ceratophysella sextensis är en urinsektsart som beskrevs av Cassagnau 1968. Ceratophysella sextensis ingår i släktet Ceratophysella och familjen Hypogastruridae. Inga underarter finns listade i Catalogue of Life.